# Почётный донор России
Почётный донор России — нагрудный знак, учреждённый Правительством Российской Федерации, выражающий признание государством благородного вклада гражданина в развитие добровольного и безвозмездного донорства крови и её компонентов в России.

## Порядок вручения
Нагрудным знаком «Почётный донор России» в порядке, установленном Правительством Российской Федерации награждаются доноры, сдавшие безвозмездно кровь или её компоненты в одной из следующих совокупностей:
- кровь и (или) её компоненты (за исключением плазмы крови) 40 и более раз;
- кровь и (или) её компоненты 25 и более раз и плазму крови в общем количестве крови и (или) её компонентов и плазмы крови 40 раз;
- кровь и (или) её компоненты менее 25 раз и плазму крови в общем количестве крови и (или) её компонентов и плазмы крови 60 и более раз;
- плазму крови 60 и более раз.

После выхода Приказа Минздравсоцразвития России от 31.03.2005 № 246 награждение осуществляется Министерством здравоохранения и социального развития Российской Федерации (ныне — Министерство здравоохранения Российской Федерации), которое издаёт приказ о награждении граждан нагрудным знаком. Вручение гражданину нагрудного знака «Почётный донор России» и удостоверения к нему осуществляется в торжественной обстановке органом исполнительной власти субъекта Российской Федерации, который вносил представление к награждению.
Нагрудный знак «Почётный донор России» носится на правой стороне груди и располагается ниже государственных наград Российской Федерации.

## Описание нового знака
Нагрудный знак «Почетный донор России» изготавливается из томпака, имеет форму круга диаметром 32 мм с выпуклым бортиком с обеих сторон, имеющим рельеф с рубчатым орнаментом. На лицевой стороне знака, внизу и правее — рельефное изображение стилизованной капли крови, содержащее в себе изображение капли крови в ладони человека, покрытое красной эмалью. На заднем плане от центра капли крови в разные стороны расходятся прерывистые тонкие лучи. Ниже и левее — из стилизованной капли крови выходит рельефная стилизованная оливковая ветвь, листья которой покрыты белой эмалью. Вверху знака — надпись в три строки «Почетный донор России», выполненная рельефными заглавными буквами и покрытая белой эмалью. Оборотная сторона знака имеет гладкую поверхность без надписей и изображений. Знак при помощи ушка и кольца соединяется с фигурной пятиугольной колодкой, имеющей вогнутые боковые стороны, рельефную центральную часть. Размер колодки — 27 мм на 8 мм, центральной части колодки — 13 мм на 12 мм. Колодка изготовлена из томпака, имеет выпуклый бортик-контур с лицевой стороны. В центральной части колодки изображена рельефная посеребренная эмблема Министерства здравоохранения Российской Федерации. Колодка заполнена белой эмалью. Белая эмаль обрамлена контуром из красной эмали. С обратной стороны колодка имеет булавку для крепления знака к одежде. Данный нагрудный знак вручается с 2024 года.

## Описание старого знака

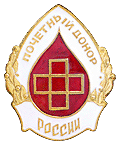
Знак старого образца

Нагрудный знак «Почётный донор России» изготавливается из томпака в виде сферы размером 33 мм с элементами рельефа, прокладкой эмалью и отделкой металлом под золото.
В основе знака — изображение красной капли с равносторонним красным крестом в центре, контур которого выполнен металлом под золото. Сверху расположена белая лента из эмали с надписью золотистыми буквами «Почётный донор», снизу — белая лента из эмали с надписью золотистыми буквами «России». По бокам знак обрамлен рельефным изображением лавровых ветвей, выполненным металлом под золото. На оборотной стороне нагрудного знака имеется булавка для прикрепления к одежде. Данный нагрудный знак вручался до 2024 года.

## Федеральные льготы и выплаты
Гражданам, награждённым нагрудным знаком «Почётный донор России», предоставляются следующие льготы и выплаты:
- предоставление ежегодного оплачиваемого отпуска в удобное для них время года в соответствии с трудовым законодательством;
- внеочередное оказание медицинской помощи в медицинских организациях государственной системы здравоохранения или муниципальной системы здравоохранения в рамках программы государственных гарантий оказания гражданам Российской Федерации бесплатной медицинской помощи;
- первоочередное приобретение по месту работы или учёбы льготных путевок на санаторно-курортное лечение;
- предоставление ежегодной денежной выплаты, которая не подлежит налогообложению[6].

Размеры денежной выплаты по годам:
- 2005 г. — 6 000 руб.;
- 2006 г. — 6 420 руб.[7];
- 2007 г. — 6 933 руб. 60 коп.[8];
- 2008 г. — 7 522 руб. 97 коп.[9];
- 2009 г. — 8 500 руб. 96 коп.[10];
- 2010 г. — 9 351 руб. 06 коп.[11];
- 2011 г. — 9 958 руб. 88 коп.[12];
- 2012 г. — 10 556 руб. 41 коп.[13];
- 2013 г. — 11 138 руб.[14];
- 2014 г. — 11 728 руб.[15];
- 2015 г. — 12 373 руб.[16];
- 2016 г. — 12 373 руб.[17];
- 2017 г. — 13 041 руб. 14 коп.[18];
- 2018 г. — 13 562 руб. 78 коп.[19];
- 2019 г. — 14 145 руб. 98 коп.;
- 2020 г. — 14 570 руб. 36 коп.[20];
- 2021 г. — 15 109 руб. 46 коп.[21];
- 2022 г. — 15 713 руб. 84 коп.[22];
- 2023 г. — 16 578 руб. 10 коп.;
- 2024 г. — 17 423 руб. 58 коп.;
- 2025 г. — 18 207 руб. 64 коп.[23]

В некоторых субъектах РФ нагрудный знак «Почётный донор России» является основанием для получения звания «Ветеран труда».

## Региональные льготы и выплаты
В субъектах Российской Федерации могут быть предусмотрены дополнительные льготы и выплаты, которые предоставляются гражданам, награждённым нагрудным знаком «Почётный донор России» и имеющим постоянную регистрацию на территории этих же субъектов Российской Федерации.

### Москва
Почётным донорам России, зарегистрированным в городе Москве, предоставляется право на бесплатный проезд (на основании социальной карты москвича) на всех видах городского пассажирского транспорта (кроме такси, маршрутного такси, городских велосипедов и речного электротранспорта); право на бесплатное изготовление и ремонт зубных протезов; право на 50-процентную скидку на услуги ЖКХ, право на 50-процентную скидку на лекарства и право на бесплатное санаторно-курортное лечение.
Почётные доноры России, зарегистрированные в городе Москве, имеют право на бесплатное санаторно-курортное лечение. Бесплатное санаторно-курортное лечение предоставляется не чаще одного раза в течение календарного года. Почётные доноры России с необходимым пакетом документов должны обратиться по месту жительства или по месту получения социальных выплат в районное управление социальной защиты населения для постановки на учёт в качестве нуждающихся в санаторно-курортном лечении. Для получения путевки на вышеуказанное лечение Почётные доноры России должны предоставить в органы социальной защиты населения города Москвы: паспорт или иной документ, удостоверяющий личность; личное заявление по утвержденной форме; медицинская справка формы 070/у; удостоверение к нагрудному знаку «Почетный донор России». Санаторно-курортные путевки распределяются с учётом категорий граждан, даты постановки их на учёт для получения санаторного лечения в соответствии с рекомендуемым профилем, сезоном и местом лечения согласно медицинскому заключению медицинской организации, выдаваемому в установленном порядке. Решение о выдаче санаторно-курортных путевок принимается Комиссией по распределению санаторно-курортных путевок, созданной при районном управлении социальной защиты населения с участием представителей общественных организаций ветеранов и инвалидов. Заседания Комиссии проводятся по мере поступления санаторно-курортных путевок, но не реже одного раза в квартал. Решение Комиссии о предоставлении (отказе в предоставлении) санаторно-курортных путевок принимается простым большинством голосов на основании документов, представленных гражданами для получения санаторно-курортной путевки, с учётом имеющейся очередности на получение лечения в санаторно-курортной организации соответствующего профиля. Комиссия принимает решение при участии в заседании не менее 50 процентов членов Комиссии. Заседания и решения Комиссии оформляются протоколом, который подписывается членами Комиссии, принимавшими участие в заседании. Решение Комиссии о предоставлении санаторно-курортной путевки является основанием для выдачи санаторно-курортной путевки. В случае положительного решения Комиссии Почётные доноры России затем обращаются в Многофункциональный центр за получением путевки на указанное лечение. Выдача санаторно-курортных путевок гражданам производится не ранее чем за месяц до даты заезда в санаторно-курортную организацию, указанной в санаторно-курортной путевке.
С 1 августа 2018 года Почётные доноры России, зарегистрированные в городе Москве, имеют право на бесплатный проезд на железнодорожном транспорте общего пользования в пригородном сообщении вне Малого кольца Московской железной дороги (на основании социальной карты москвича).
С 1 января 2020 года для граждан, награжденных нагрудным знаком «Почетный донор России» и не осуществляющих трудовую деятельность после выхода на пенсию, в случае отсутствия права на региональную социальную доплату к пенсии до городского социального стандарта установлена величина денежного эквивалента мер социальной поддержки, предоставляемых в натуральной форме в виде скидки по оплате коммунальных услуг, в размере 1 278 руб. 86 коп., а с 1 июля 2020 года — 1 325 руб. 71 коп..

### Санкт-Петербург
Гражданам, награждённым знаком «Почетный донор России» и имеющим место жительства в городе Санкт-Петербурге, предоставляется право на приобретение месячного единого именного льготного билета в Санкт-Петербурге по цене, равной размеру ежемесячной денежной выплаты, предусмотренной законодательством, с учётом индексации; право на проезд ежегодно с 27 апреля по 31 октября в автобусах пригородного сообщения, обслуживаемых маршрутными перевозчиками, с оплатой части стоимости разового проезда за счёт средств бюджета Санкт-Петербурга в размере 10 процентов от тарифа; право на обеспечение лекарственными препаратами, отпускаемыми населению с 50-процентной скидкой по рецептам, выписанным врачами при амбулаторном лечении.

### Тамбовская область
Гражданам, награждённым знаком «Почетный донор России» и постоянно проживающим на территории Тамбовский области, предоставляется право на льготный проезд в общественном городском, пригородном и межмуниципальном автомобильном транспорте с 50-процентной скидкой. Почетные доноры России оплачивают 50 процентов стоимости проезда в указанном транспорте с предъявлением удостоверения «Почетный донор России».

### Ярославская область
Гражданам, награждённым знаком «Почетный донор России» и постоянно проживающим на территории Ярославской области, предоставляется право на льготный проезд с 50 % скидкой на внутреннем водном транспорте в период с 1 мая по 30 сентября, а также круглогодично на общественном городском, пригородном и междугородном сообщении на территории Ярославской области. Скидка действует при предъявлении удостоверения «Почетный донор России»

## Петиция за возвращение льгот
Общественное движение «За права доноров» выступило за возврат льгот для награждённых нагрудным знаком «Почётный донор России»: 50-процентной скидки на коммунальные услуги и бесплатного проезда на общественном транспорте, утраченных в ходе монетизации льгот.
К ноябрю 2017 года петиция о возврате льгот Почётным донорам России на сайте Change.org набрала свыше 22 тысячи подписей.

## Условия получения звания
Чтобы стать почётным донором нужно сдать кровь 40 раз по 450 мл, сдавать кровь можно 5 раз в год (мужчины) и 4 раза в год (женщины).
Тромбоциты можно сдавать не более 10 раз в год.
- плазму крови 60 и более раз;
- кровь 25 и более раз и плазму крови в общем количестве 40 раз;
- кровь менее 25 и плазму крови в общем количестве 60.

Донорство эритроцитов, тромбоцитов или гранулоцитов приравнивается к цельной крови.
После сдачи крови должно пройти 60 дней, чтобы снова можно было сдать кровь.
После сдачи плазмы крови должно пройти 14 дней, чтобы снова можно было сдать плазму.
После сдачи крови должно пройти 30 дней, прежде чем донор сможет сдавать плазму. Клетки крови (тромбоциты) можно сдавать через 14 дней.
При регулярной сдаче крови или её компонентов почётное звание можно получить за 3-10 лет.